# Sukiya-zukuri
Sukiya-zukuri (数寄屋造り?) Es un estilo de arquitectura residencial japonesa. Suki significa refinado, gusto bien cultivado y el placer en actividades elegantes y se refiere al disfrute de la ceremonia del té exquisitamente realizado.

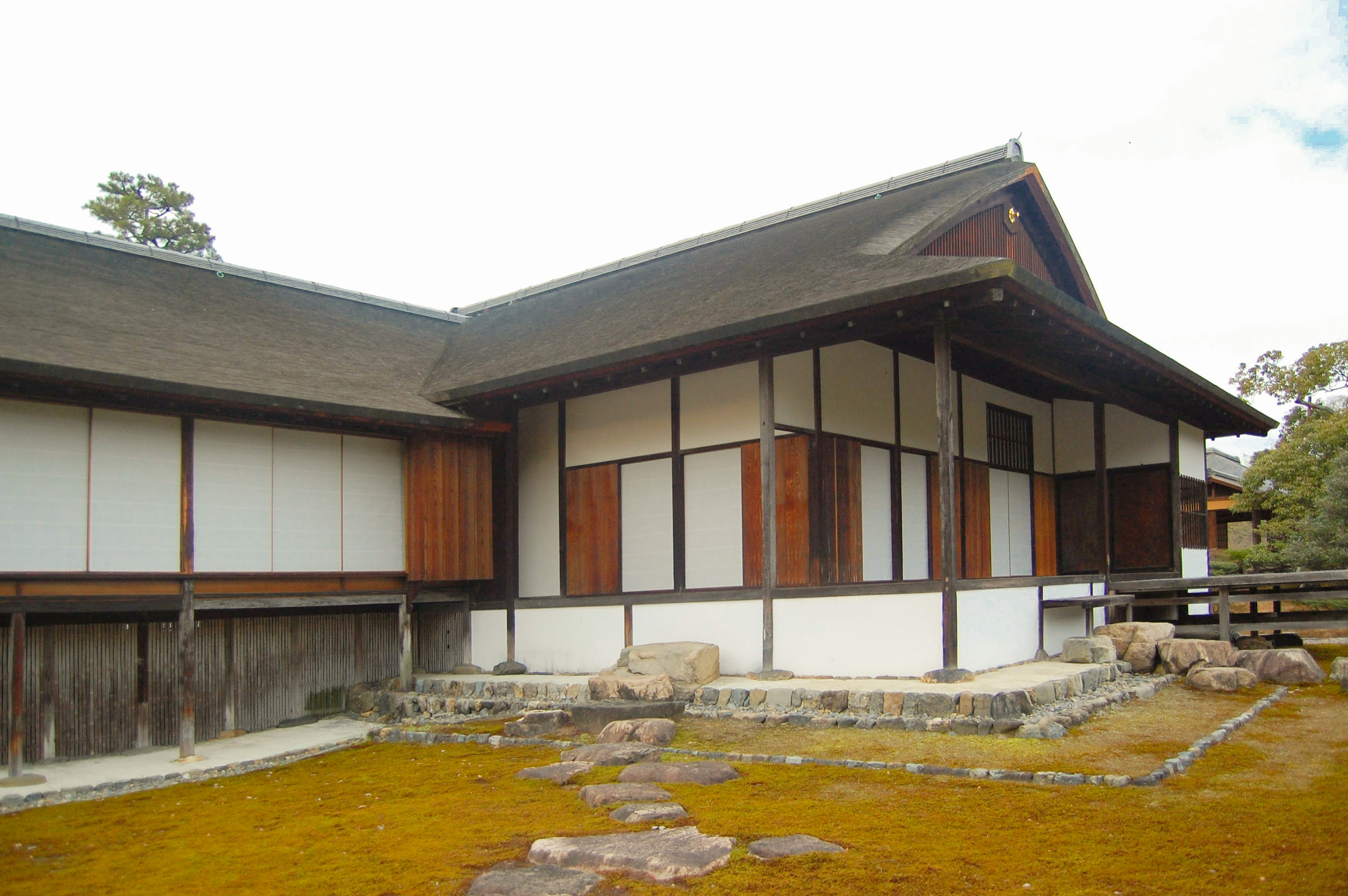
Palacio de retiro imperial Katsura, Kioto, un ejemplo del estilo sukiya.

La palabra originalmente denotaba un edificio en el que se llevó a cabo la ceremonia del té (conocido como chashitsu) y se asoció con el arreglo floral ikebana y otras artes tradicionales japonesas. Se ha llegado a indicar un estilo de diseño de instalaciones públicas y viviendas particulares basado en la estética de las casas de té.
Se caracteriza por el uso de materiales naturales.

## Orígenes
En 1587 Toyotomi Hideyoshi (1536-98) empleó al maestro Sen no Rikyū como su asesor en asuntos estéticos. En el complejo de imponente castillo Jurakudai de Hideyoshi en Kioto Rikyū diseñó un edificio de dieciocho esteras conocido como el Shoin Coloreado que se cree que es el primer ejemplo de la arquitectura sukiya-zukuri.
El estilo se desarrolló durante resto del período Azuchi-Momoyama (1568-1600) y se caracteriza por pequeñas salas en general de cuatro y medio tatami o incluso menos si tenían un tokonoma y estantes. A estos edificios se ingresaban normalmente por un jardín siguiendo una trayectoria curva o diagonal indirecta que no permitiría una visión instantánea de la casa de té.
La arquitectura sukiya-zukuri incorpora estética de casa de té y abarca todo tipo de construcción incluyendo viviendas particulares, chalets, restaurantes y posadas. Uno de los ejemplos más conocidos es el Palacio de retiro imperial Katsura en Kioto. En el período Edo (1600-1868) sukiya-zukuri se hizo popular entre la gente del pueblo, y la mayoría de casas llegó a ser construida en este estilo.

## Comparación con estilos similares
En el período Azuchi-Momoyama no solo se desarrolló el estilo sukiya, en contraste, también se desarrolló el estilo shoin-zukuri de las residencias de la clase guerrera. Mientras el estilo sukiya tiene un espacio pequeño, sencillo y austero, el estilo shoin-zukuri tenía magníficas áreas grandes, recepción, el escenario de la pompa y la ceremonia de los señores feudales. A modo de ejemplo, en un shoin, el arreglo floral en el tokonoma es indicativo de la riqueza relativa del huésped, el huésped sin embargo se sienta con la espalda a ella, ya que no está pensado para su disfrute. Considerando que, en un salón de té, el huésped se sienta frente a la tokonoma y disfruta de su belleza.
Una comparación con shoin-zukuri deja en claro las características estilísticas que definen sukiya-zukuri. Los "rieles de friso" llamados nageshi conectan las ranuras, columnas cuadradas en shoin-zukuri, el travesaño elaboradamente tallados, el techo está artesonados o sobre carriles con un carril hexagonal y las superficies de la pared están terminadas y, a menudo decoradas con murales. La alcoba toko, estantes tana y escritorios incorporados están dispuestas según una fórmula fija.
Por el contrario, sukiya-zukuri utiliza a menudo columnas no cuadradas, incluso se usan simples troncos pulidos o de madera con la corteza en el lugar de la columna central nakabashira. Las paredes tienen un simple acabado de yeso de barro natural. El techo de placas se encarriló con tableros rectangulares planos. Aunque hay una alcoba tokonoma y estantes tana y tal vez también shoin en la sala principal, su disposición y el tratamiento son libres. La belleza de sukiya-zukuri proviene de la delicada sensibilidad de los elementos delgados de madera y otros materiales naturales utilizados y la simplicidad de la ornamentación, en su caso.

## Desarrollo
En la casa de té coloridas Shoin, Sen no Rikyū tiñó las maderas con una mezcla de tinte rojo y tinte negro para que se vean tiznado y viejo. Por el contrario, los alumnos de Oribe y Enshu prefieren colores más brillantes y acabados naturales. Se cree que este cambio coincidió con el desarrollo del plano de madera regular que permitió un acabado más consistente a la madera y una mejor apreciación de las cualidades naturales de la madera sin terminar. Es un rasgo que ha caracterizado el estilo sukiya desde entonces.
Después de la Restauración Meiji en 1867 la clase samurái y el estilo shoin perdió su razón de ser mientras que el estilo sukiya se continuó desarrollando y se volvió a evaluar para la arquitectura moderna.
El estilo sukiya requiere una armonía sutil entre los principios necesarios para su construcción, estos incluyen la relación entre el cliente, el arquitecto y el carpintero. Tanto el arquitecto y el carpintero deben tener un profundo conocimiento de los materiales empleados. Hay una historia de un carpintero al que se le pidió construir una casa de estilo sukiya y este declinó porque perdió sus herramientas en la Segunda Guerra Mundial y que sentía que no estaría en una posición para hacer un trabajo satisfactorio.
En 1934 el arquitecto Isoya Yoshida animó a los arquitectos a diseñar en el estilo sukiya utilizando materiales modernos. Dijo que era importante mostrar las características naturales de la madera, aunque sería un error usar cualquier cosa que pueda captar la atención, ya que no estaba en el espíritu del estilo.

## Influencia

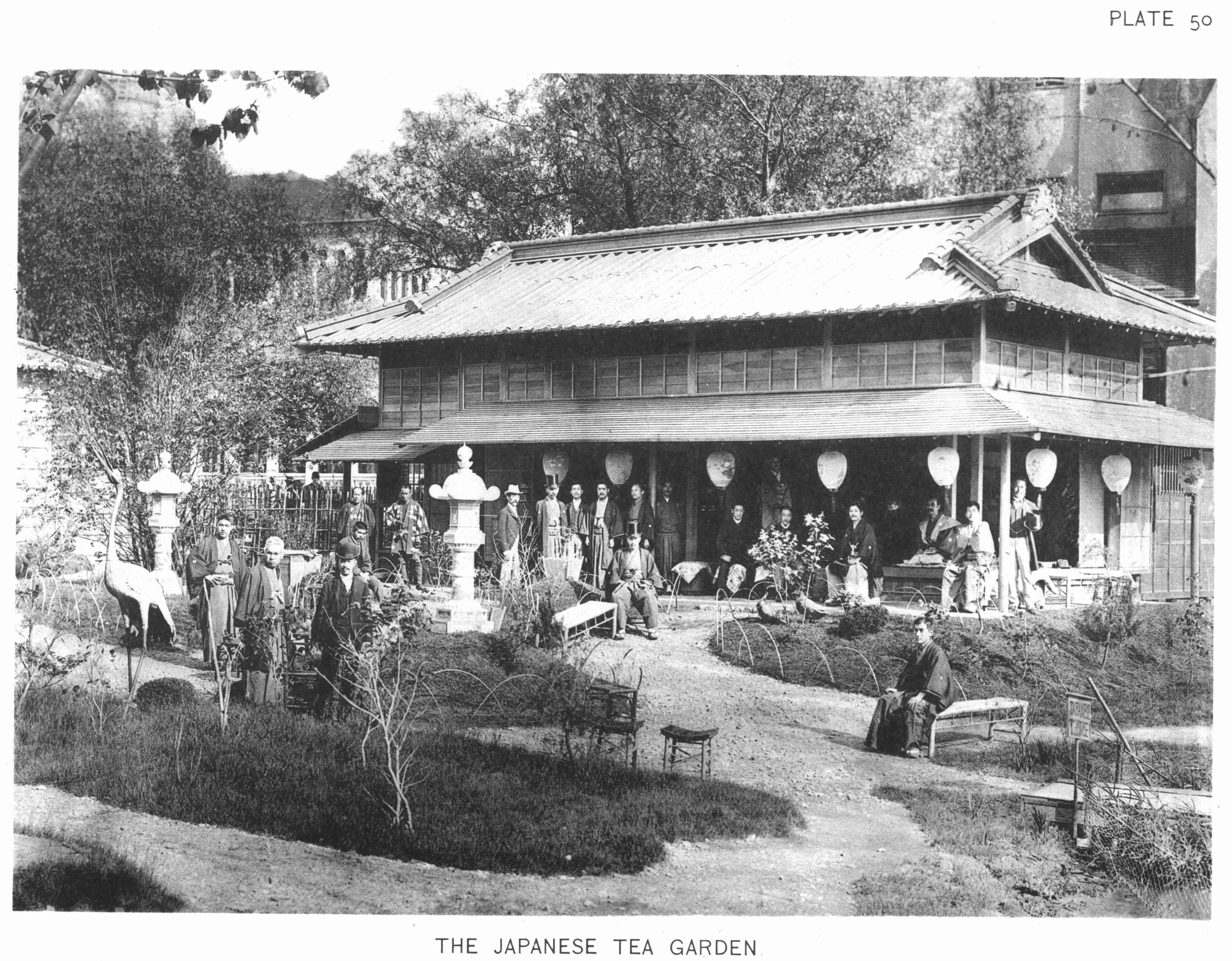
Jardín de té japonés antiguo.

Durante la Exposición Mundial Colombina de Chicago en 1893, una pequeña casa de te japonesa fue construida cerca de la laguna del Norte, fue diseñada en una versión libre del estilo sukiya. Harper's Weekly, una revista nacional, publicó un artículo en marzo de 1893 que muestra la construcción de las contribuciones japonesas a la exposición. La revista Inland Architect con sede en Chicago también dedicó dos artículos al respecto en el invierno de 1892/93 por lo que es probable que los arquitectos locales estaban familiarizados con el trabajo. El historiador Dmitri Tselos identificó por primera vez la casa de té japonesa como una posible influencia sobre Frank Lloyd Wright, lo que sugiere que las formas bajas y el doble techo de las casas de la pradera tienen formas similares al techo de las casas de té.
En 1934 en su residencia de Okada, el arquitecto Sutemi Horiguchi mezcló elementos del estilo sukiya (influenciado desde el Palacio de retiro imperial Katsura) en el jardín para ayudar a fusionar aspectos occidentales y orientales.
En 1954 Walter Gropius, fundador de la Bauhaus visitó el Palacio de retiro imperial Katsura y estuvo tan impresionado que en 1960 fue coautor de  "Katsura: Tradición y Creación Arquitectura japonesa con Kenzo Tange.

"Lo más característico del espíritu de la concepción es que el camino hacia la puerta de entrada del palacio Se ajusta al enfoque favorito Zen, que rara vez es directa, axial y simétrica. Hay una aversión decidida por la imponente avenida recta; en su lugar, hay una preferencia por el enfoque íntimo e informal pero cuidadosamente planeado que suministra sorpresas en cada vuelta y conduce hasta el objetivo principal en un ser humano, de manera natural, poco impresionante".